# Кубок вызова МХЛ 2022
Кубок вызова МХЛ 2022 — двенадцатый в истории Кубок вызова Молодёжной хоккейной лиги, который состоялся 3 декабря 2022 в Челябинске на «Арена-Трактор» и завершился победой команды «Восток» со счётом 5:2.

## Составы команд
| Сборная Востока | Сборная Востока | Сборная Востока       | Сборная Востока    | Сборная Запада | Сборная Запада | Сборная Запада        | Сборная Запада     |
| --------------- | --------------- | --------------------- | ------------------ | -------------- | -------------- | --------------------- | ------------------ |
| №               | Гр.             | Фамилия Имя           | Команда            | №              | Гр.            | Фамилия Имя           | Команда            |
| Вратари         |                 |                       |                    |                |                |                       |                    |
| 30              | Россия          | Илья Набоков          | Стальные Лисы      | 40             | Россия         | Илья Канарский        | АКМ-Юниор          |
| 35              | Россия          | Семён Вязовой         | Толпар             | 73             | Россия         | Артемий Плешков       | Капитан            |
| Защитники       |                 |                       |                    |                |                |                       |                    |
| 5               | Россия          | Сергей Макаров        | Ладья              | 4              | Россия         | Денис Коняшкин        | СКА-Карелия        |
| 16              | Россия          | Владислав Топорков    | Ирбис              | 8              | Россия         | Артём Дуда            | Красная Армия      |
| 61              | Россия          | Ралиф Кашапов         | Спутник            | 9              | Россия         | Никита Некрасов       | Атлант             |
| 68              | Россия          | Григорий Рудаков      | Кузнецкие Медведи  | 18             | Беларусь       | Константин Волочко    | Динамо-Шинник      |
| 73              | Россия          | Артём Жуков           | Сибирские Снайперы | 59             | Россия         | Артём Вильчинский     | СКА-Варяги         |
| 76              | Россия          | Антон Казачёк         | Омские Ястребы     | 66             | Россия         | Данила Тюменцев       | Тайфун             |
| 83              | Россия          | Динис Кадыров         | Толпар             | 68             | Россия         | Егор Никитин          | МХК Динамо СПб     |
| 92              | Россия          | Артём Руденко         | Тюменский Легион   | 81             | Россия         | Марио Паталаха        | МХК Динамо Мск     |
| Нападающие      |                 |                       |                    |                |                |                       |                    |
| 8               | Россия          | Роман Канцеров        | Стальные Лисы      | 15             | Россия         | Дмитрий Уткин         | Капитан            |
| 18              | Россия          | Роберт Чернов         | Реактор            | 17             | Россия         | Кирилл Пукело         | Академия Михайлова |
| 19              | Россия          | Егор Черников         | Мамонты Югры       | 22             | Россия         | Егор Смирнов          | Алмаз              |
| 26              | Россия          | Иван Климович         | Сибирские Снайперы | 26             | Россия         | Кирилл Долженков      | Красная Армия      |
| 27              | Россия          | Владислав Раздьяконов | Авто               | 31             | Россия         | Александр Мирзабалаев | Русские Витязи     |
| 31              | Россия          | Александр Волохов     | Сарматы            | 41             | Россия         | Данил Парамонов       | Амурские Тигры     |
| 47              | Россия          | Александр Полушкин    | Белые Медведи      | 50             | Россия         | Еремей Шумилин        | Локо               |
| 48              | Россия          | Владимир Конов        | Локо-76            | 60             | Россия         | Артём Дидковский      | МХК Спартак        |
| 72              | Россия          | Дмитрий Аржанов       | МХК Молот          | 71             | Россия         | Дмитрий Якимов        | Крылья Советов     |
| 78              | Россия          | Павел Леука           | Омские Ястребы     | 82             | Россия         | Давид Мамаладзе       | СКА-1946           |
| 87              | Россия          | Антон Бегаев          | Красноярские Рыси  | 91             | Россия         | Иван Демидов          | СКА-1946           |
| 88              | Россия          | Артём Мисников        | Чайка              | 95             | Россия         | Александр Морозов     | Сахалинские Акулы  |
| Тренеры         |                 |                       |                    |                |                |                       |                    |
|                 | Россия          | Станислав Шумик       | Стальные Лисы      |                | Россия         | Ринат Хасанов         | Красная Армия      |
|                 | Россия          | Лев Бердичевский      | Сибирские Снайперы |                | Россия         | Владимир Филатов      | СКА-1946           |
|                 | Россия          | Виталий Черночуб      | Омские Ястребы     |                | Россия         | Ярослав Люзенков      | Локо               |

«Жирным» выделены хоккеисты, выбранные в стартовые пятёрки.

## Ход игры
| 3 декабря 2022 | Восток | 5 : 2 (1:0, 1:1, 3:1) | Запад | «Арена-Трактор», Челябинск Зрителей: 5 132 |

| Отчёт | Отчёт                                     | Отчёт                                                                    | Отчёт                      | Отчёт                                                                                 |
| --- | ----------------------------------------- | ------------------------------------------------------------------------ | -------------------------- | ------------------------------------------------------------------------------------- |
| |                                           |                                                                          |                            |                                                                                       |
| | Вязовой (30:41, Набоков)                  | Вратари                                                                  | Плешков (40:00, Канарский) | Судьи: Главные: Каменщиков (Москва) Лерке (Челябинск) Линейные: Бутурлин Мирошниченко |
| | Голы:                                     |                                                                          |                            | Судьи: Главные: Каменщиков (Москва) Лерке (Челябинск) Линейные: Бутурлин Мирошниченко |
| Конов (Волохов) 02:32 Бегаев 32:26 Канцеров (Жуков) 48:00 (5x4) Черников (Чернов, Полушкин) 59:21 (en) Климович (Топорков, Раздьяконов) 59:53 | 1 : 0 1 : 1 2 : 1 3 : 1 3 : 2 4 : 2 5 : 2 | Мирзабалаев (Уткин, Пукело) 21:53 Морозов (Уткин, Долженков) 51:03 (5x4) |                            | Судьи: Главные: Каменщиков (Москва) Лерке (Челябинск) Линейные: Бутурлин Мирошниченко |
| |                                           |                                                                          |                            | Судьи: Главные: Каменщиков (Москва) Лерке (Челябинск) Линейные: Бутурлин Мирошниченко |
| |                                           |                                                                          |                            | Судьи: Главные: Каменщиков (Москва) Лерке (Челябинск) Линейные: Бутурлин Мирошниченко |
| |                                           |                                                                          |                            | Судьи: Главные: Каменщиков (Москва) Лерке (Челябинск) Линейные: Бутурлин Мирошниченко |
| 6 мин | Штраф                                     | 8 мин                                                                    |                            | Судьи: Главные: Каменщиков (Москва) Лерке (Челябинск) Линейные: Бутурлин Мирошниченко |
| |                                           |                                                                          |                            |                                                                                       |
| | 36                                        | Броски                                                                   | 30                         |                                                                                       |